# 藍人樂團

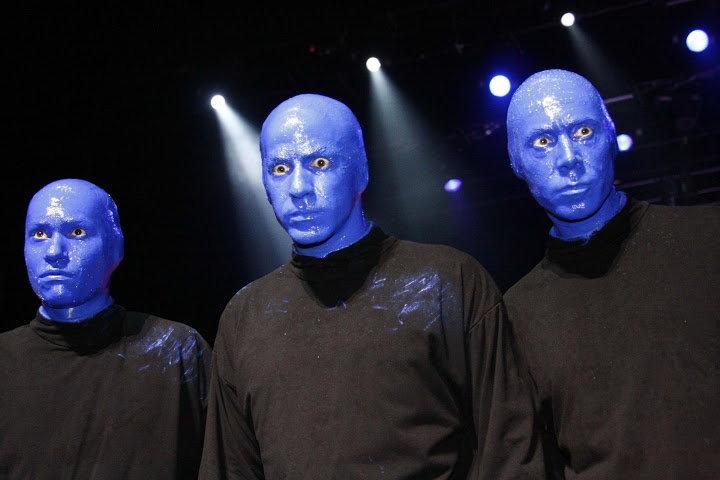
2009年

藍人樂團是一家成立於1987年的美國表演藝術公司，於2017年7月被加拿大公司太陽馬戲收購。藍人樂團以其舞台製作而聞名，融合了流行和默默無聞的多種音樂和藝術。藍人樂團的表演者被稱為“藍人”，皆因他們的皮膚被塗成藍色。他們在演出期間保持沉默，並且總是三人一組出現。該公司在柏林、波士頓、芝加哥、拉斯維加斯和紐約繼續舉辦演出 。典型的製作會僱用七到九名通過試鏡選出的全職藍人。除了他們的舞台表演，藍人樂團還在國內和國際巡迴演出，作為角色和表演者出現在電視節目中，發行了多張錄音室專輯，為多部電影配樂，並與美國各地的管弦樂隊合作演出。

## 歷史
藍人樂團的成立是源於1987年在曼哈頓下東區生活的三個親密朋友克里斯·溫克、麥特·高德曼和菲爾·斯坦頓的合作。它的首次公開露面是為了慶祝1980年代末。三人戴著藍色面具，帶領街頭遊行，其中包括焚燒蘭博娃娃和一塊柏林牆. 。MTV 的庫爾特·洛德報導了此次活動，吸引了人們對該組織的關注。最初是城市街道上的創意“騷動”，後來變成了在市中心俱樂部舉行的一系列小型演出，並最終於 1991 年在阿斯特廣場劇院舉行了一場完整的演出。

## 表演主題
藍人表演有許多主題，包括：
- 科學技術：尤其是管道、分形、人類視覺、DNA 和互聯網等主題
- 信息過載和信息污染：例如當觀眾被要求從三個同步信息流中選擇一個來閱讀時
- 天真無邪：就像藍人似乎對現代社會的常見人工製品或觀眾的反應感到驚訝和困惑一樣
- 對文化規範的自我意識和天真的模仿：例如試圖為觀眾舉辦一場優雅的 Twinkies 晚宴；或遵循搖滾音樂會指導手冊並期望按照說明進行搖滾音樂會
- 屋頂，或攀登頂峰：比喻斯坦頓、溫克和戈德曼從約瑟夫坎貝爾和比爾莫耶斯的 PBS 節目神話的力量中得出的指令，即“追隨你的幸福”[7]。

## 音樂旅程
1999年，藍人樂團發行了他們的第一張錄音室錄音《Audio》。雖然它包含了他們舞台作品中的一些音樂，但它主要是一系列以新樂器為特色的完整樂器。

2002年，藍人樂團參加了Moby的Area2巡迴演出，表現出比戲劇表演更搖滾的表演。在這次巡演中創作的歌曲出現在 2003 年的專輯 The Complex 中。

與 《Audio》不同的是，2003 年發行的《The Complex》邀請了眾多歌手和嘉賓，包括特雷西·邦漢 、大衛·馬修、蓋文·羅斯戴爾和維納斯·哈姆。這張唱片催生了它自己的 2003 年巡演“The Complex Rock Tour”，這是第一次由 Blue Man Group 領銜的巡演。這次巡演將傳統的搖滾音樂會體驗解構為經常陳詞濫調的部分，並在 2004 年發行的 DVD 中進行了編年史。這次巡演以特雷西·邦漢 和維納斯·哈姆為配角。 DVD 包括一些錄音室錄音的環繞聲混音。

Blue Man Group 於 2006 年 9 月 26 日推出了第二次巡演“How to Be a Megastar Tour”。這次巡演採用了一些新材料以及原版 Complex Rock Tour 的材料，並由特雷西·邦漢擔任開場演員和主唱。 DJ/VJ Mike Relm 是巡迴賽第二站的開場表演，第二站於 2007 年 4 月 22 日在賓夕法尼亞州威爾克斯-巴里結束。第三站巡演於2007年5月開始，包括在墨西哥城、瓜達拉哈拉和墨西哥蒙特雷的演出；阿根廷布宜諾斯艾利斯；巴西聖保羅和里約熱內盧；和智利的聖地亞哥。第四站，在其標題中使用“2.1”，包括更多的美國和加拿大日期。到 2008 年，該巡演訪問了法國、韓國、加拿大、德國和其他幾個歐洲國家。8 月 19 日至 23 日，它訪問了台灣台北以宣傳其 2009 年夏季聾人奧林匹克運動會，該節目的大部分對話都配有字幕。在 8 月中旬颱風莫拉克襲擊台灣後，藍人樂團舉行了一場額外的表演，以支持受到水災影響的災民。

藍人樂團在 2007 年拉丁格萊美頒獎典禮上與瑞奇·馬丁合作演出 ，並在 2012 年拉丁格萊美頒獎典禮上再次與米歇爾·泰洛合作演出。

## 書籍
在2016 年，藍人樂團發行了他們的第一本書《Blue Man World》，由 Black Dog & Leventhal Publishers 出版.

## 音樂專輯
- Audio (1999) – 藍人樂團的第一張專輯獲得金牌認證（500,000 張）並獲得格萊美獎最佳流行器樂專輯提名。
- The Complex (2003) –藍人樂團的第二張完整錄音室專輯，與大衛·馬修、蓋文·羅斯戴爾等多位音樂家合作。這張專輯中有四首歌曲登上了告示牌百強單曲榜。
- Live at The Venetian – 拉斯維加斯 iTunes 獨家發行 (2006)
- THREE (2016) – 2016 年 4 月作為一張純器樂專輯（如音頻）發行，單曲 Giacometti 最初是在藍色乙烯基上發行的。這張專輯中引入了“Snorkelbone”、“Chimeulum”、“Pipeulum”和“Tone Spokes”等新樂器。

## 參演項目
藍人樂團參加過各種電視節目，包括格萊美獎（與吉兒·史考特和 Moby 合作）、艾美獎、拉丁格萊美獎、皇家綜藝節目（伊麗莎白二世女王）、Wetten、dass.. ？ （德國）、德國好聲音、Regis 和 Kathie Lee、Regis 和 Kelly 以及 The Ellen DeGeneres Show。

## 外部連結
- 官方網站: General （页面存档备份，存于）
- Blue Man Group在互联网电影资料库（IMDb）上的資料（英文）
- Blue Man Group在MusicBrainz上的頁面（英文）
- Inc. Magazine profile （页面存档备份，存于）